# Haveringland
Haveringland is een civil parish in het bestuurlijke gebied Broadland, in het Engelse graafschap Norfolk met 283 inwoners.